# Philip Warren Anderson
Philip Warren Anderson, ameriški fizik, * 13. december 1923, Indianapolis, Indiana, ZDA, † 29. marec 2020.
Anderson je leta 1977 prejel Nobelovo nagrado za fiziko »za temeljna teoretična raziskovanja elektronske zgradbe magnetnih in neurejenih sestavov.«